# Ilduara Eris
Ilduara Eris, também grafada como Ilduara Eriz e conhecida ainda como Santa Ilduara ou Aldara de Celanova, foi uma importante aristocrata galega dos séculos IX e X, venerada como santa pela tradição católica. Era filha dos condes de Lugo, Ero Fernandes e Adosinda, e esposa de Goterre Méndez. Com ele teve cinco filhos, incluindo São Rosendo de Celanova.

## Trajetória
Pertencente a uma linhagem nobre relacionada com os reis galaico-leoneses, Ilduara era nora do rei Afonso III das Astúrias, cunhada de Ordonho II de Leão e tia dos reis Sancho Ordonhes, Afonso IV e Ramiro II de Leão. Detinha vastas propriedades no Reino da Galícia, incluindo terras no Bierzo e no norte do atual Portugal. Administrava diretamente os condados de Ortigueira, Saviñao, Lor, Castillón, Quiroga e Caldelas, bem como diversas decanias.
Casou-se por volta de 890 com Goterre Méndez, união que consolidou um dos maiores patrimônios territoriais da Galícia altomedieval. Estabeleceu sua residência principal em Vilanova dos Infantes, onde fundou com seu filho Rosendo o Mosteiro de San Salvador de Celanova, ao qual doou parte considerável de seus bens. O documento de doação teve como testemunhas o rei, bispos, abades e a nobreza mais proeminente da época.
Segundo a "Vita Rudesindi", escrita no século XII, Goterre "se alegrava da beleza de sua santa esposa" e ambos rogaram a Deus, em diversos santuários, para que lhes fosse concedida descendência. Ilduara teria recebido tal promessa em sonho na igreja de San Salvador. Em 912, Goterre doou a ela metade de seus bens, incluindo os futuros. Também receberam doações dos reis Ordonho II, Sancho Ordonhes e suas esposas, como a rainha Goto.
De profunda religiosidade e ampla cultura, fundou comunidades monásticas e incentivou o monacato impulsionado por seu filho. Após ficar viúva, retirou-se para o mosteiro feminino de Santa Maria de Vilanova, que ela mesma havia fundado. Faleceu entre o fim do século IX e início do X, sendo sepultada no Mosteiro de Celanova. Sua festa litúrgica é celebrada em 21 de dezembro.

## Descendência
Com Goterre Méndez teve:
- Adosinda Gotérrez
- Hermesinda Gotérrez
- Rosendo Gotérrez, bispo de Dumio, abade de Celanova e administrador apostólico de Iria
- Munio Gotérrez
- Froila Gotérrez (Conde de Trastâmara)

Além disso, sua sobrinha Aragonta Gonçalves casou-se com o rei Ordonho II. Sua neta Goto foi rainha de Galícia ao casar-se com Sancho Ordonhes.